# چشمه آب‌گرم شوزنجی
شوزنجی اونسن (انگلیسی: Shuzenji Onsen)، یک چشمه آب‌گرم در ناحیه تاگاتا در استان شیزوئوکا، ژاپن، در منطقه مرکزی شبه‌جزیره ایزو است.